# Euphonia cayennensis
Euphonia cayennensis là một loài chim trong họ Fringillidae.